# A um bum
A um bum osmi je studijski album srpskog rock sastava Električni orgazam, koji je objavljen 1999. godine. Ovo je jedini album koji je objavila diskografska kuća City Records. Za bubnjevima je opet bio Miloš Velimir, a u pjesmama su gostovali brojni veterani jugoslavenskog rocka: Kornelije Kovač, Branko Marušić Čutura, Bata Kostić, ali i mlađi; Slobodan Misailović (klavijature), Srđan Todorović i Ivan Ranković. Kataklizmične crteže na omotu diska uradio je Gile, a veći dio pjesama utemeljen je na akustičnom zvuku u maniru Boba Dylana. Na skladbama Gde da nađem takvu devojku i Ja nisam znao neke stvari, Banana je otpjevao glavni vokal.

## Popis pjesama
Tekstovi i glazba: Srđan Gojković, osim pjesama 10 i 12 koje su napisali Srđan Gojković i Branislav Petrović. 
| 1.    | »A um bum«                         | 2:27 |
| 2.    | »Hajde reci sada ti«               | 2:12 |
| 3.    | »I nikog nema da nas probudi«      | 3:05 |
| 4.    | »Sam sa tobom«                     | 4:11 |
| 5.    | »Gde da nađem takvu devojku?«      | 2:28 |
| 6.    | »Reči lete baš bez veze«           | 3:43 |
| 7.    | »TKakav je to svet?«               | 3:48 |
| 8.    | »Neka vetar nosi«                  | 4:35 |
| 9.    | »Suze nisu dovoljne (da te operu)« | 3:59 |
| 10.   | »Danas je dan«                     | 2:53 |
| 11.   | »Kad si sam«                       | 3:07 |
| 12.   | »Ja nisam znao neke stvari«        | 3:15 |
| 13.   | »Više nikad kao nekad«             | 4:45 |
| 14.   | »Nemoć, bes i očaj«                | 8:14 |
| 15.   | »Princeza«                         | 2:32 |
| 55:28 |                                    |      |

## Sudjelovali na albumu

### Električni orgazam
- Srđan Gojković — gitara, vokali
- Švaba (Zoran Radomirović) — bas-gitara
- Miloš Velimir Buca — bubnjevi
- Banana (Branislav Petrović) — gitara, harmonika, prateći vokali

### Dodatno osoblje
- Ivan Ranković Raka
- Srđan Todorović
- Bata Kostić
- Erik Nikolić
- Slobodan Misailović
- Kornelije Kovač
- Branko Marušić Čutura

## Vanjske poveznice
- A um bum na Discogs